# Деян Кирилов
Деян Кирилов (болг. Деян Кирилов; 20 червня 1964, Софія) — болгарський боксер, призер чемпіонатів світу і Європи.

## Аматорська кар'єра
1984 року, програвши Дьюла Алвіксу (Угорщина), завоював бронзову медаль в категорії до 91 кг на альтернативних Олімпіаді 1984 змаганнях Дружба-84.
На чемпіонаті Європи 1985 завоював бронзову медаль.
- В 1/8 фіналу переміг Джевдета Печи (Югославія) — DQ 2
- У чвертьфіналі переміг Георге Преда (Румунія) — 5-0
- У півфіналі програв Олександру Ягубкіну (СРСР) — 0-5

На чемпіонаті світу 1986 завоював бронзову медаль в категорії до 81 кг.
- В 1/8 фіналу переміг Кевіна Онвука (Нігерія) — 5-0
- У чвертьфіналі переміг Станіслава Лакоміца (Польща) — 4-1
- У півфіналі програв Лорену Росс (США) — 2-3

На Олімпійських іграх 1988 програв у першому бою Даміру Шкаро (Югославія) — 2-3.